# Andrea von Ramm
Andrea von Ramm, auch Andrea Ramm von Marnow oder Andrea Ramm von Marnov (* 8. September 1928 in Pärnu; † 30. November 1999 in München) war eine estnische Mezzosopranistin. Ihr Themengebiet lag im Konzertleben wie im Studio einerseits bei der Alten Musik andererseits bei der zeitgenössischen Musik.

## Leben und Werk
Die aus dem Baltikum stammenden Vorfahren wurden 1624 als von Ramm nobilitiert. Die Großeltern Clas von Ramm (1864–1920), estländischer Landrat, und Helene von Krusenstiern (1866–1949) erwarben 1896, mit Vorbelehnungen bereits seit 1622, u. a. das Gut Padis. Viele näherer Verwandte wiederum waren in russischen Diensten. Ihre Eltern waren Thomas von Ramm (1896–1945) und Alice von Middendorf (1898–1943), Tochter der Elise Guillemont de Villebois und des Arztes Max von Middendorf. Andrea hatte drei ältere Geschwister, die allesamt adelige Ehepartner hatten. Die Schwester Christa z. Bsp. war mit dem Bundeswehr-Oberst Olaf von Bornhaupt verheiratet. 
Andrea von Ramm studierte in Freiburg (Schweiz), München und Mailand. Neben Gesangsunterricht bildete sie sich studienmäßig in Musiktheorie, Komposition und Musikwissenschaften.
Von Ramm gründete in Köln das Ensemble Studio für Neue Musik. 1960 war sie in München Mitgründerin des Studios der frühen Musik. In diesem Ensemble spielte sie mit den Instrumentalmusikern Thomas Binkley und Sterling Jones zusammen. Diese beiden Musiker hatten sich auf das Spiel mit Originalinstrumenten aus dem Mittelalter, der Renaissance und dem Barock spezialisiert. Andrea von Ramm interpretierte den Vokalpart möglichst originalgetreu zur Entstehungszeit. Durch das Hinzuziehen einer Tenorstimme erweiterte man das Spektrum der künstlerischen Ausdrucksmöglichkeiten. „Nacheinander wirkten die Tenöre Nigel Rogers (1960–64), Williard Cobb (1964–70) und Richard Levitt (seit 1970) in dem Ensemble mit, […].“ „Andrea von Ramm spielte auch selbst alte Instrumente“ wie Orgel-Portativ, Krummhorn und Dulcian.
In den Jahren von 1972 bis 1977 gab es eine fruchtbare künstlerische Zusammenarbeit des Studios der frühen Musik mit der Schola Cantorum Basiliensis. In über 50 Tonträgereinspielungen veröffentlichte von Ramm frühe Vokalwerke unter anderem von Guillaume de Machaut, Francesco Landini, Petrus Abaelardus, Johannes Ciconia und Guillaume Dufay. Im Christophorus-Verlag veröffentlichte sie mittelalterliche Minnelieder, auf dem Label HMV eine Aufnahme von Emilio de’ Cavalieris Rappresentazione di Anima e di Corpo, auf dem Label BASF sang sie das Alt-Solo in der Krönungsmesse von Mozart in einer Aufnahme in der Basilika Birnau am Bodensee.
„Andrea von Ramm unterrichtete auch Rezitation und Rhetorik an der Universität Basel und Musik des Mittelalters an der Schola Cantorum Basiliensis.“ Sie gab in einer One-Woman-Show Konzerte in der ganzen Welt mit Programmen mittelalterlicher und moderner Musik. In den 1980er Jahren lebte Andrea von Ramm weiterhin in München.

## Genealogie
- Walter von Hueck, Erik Amburger, Friedrich Wilhelm Euler. Et. al.: Genealogisches Handbuch der Adeligen Häuser. B (Briefadel). 1980. Band XIII, Band 73 der Gesamtreihe GHdA, Hrsg. Deutsches Adelsarchiv, C. A. Starke, Limburg an der Lahn 1980, S. 309–310.